# Учень вбивці
«Учень вбивці» (англ. Assassin's Apprentice) — роман американської письменниці Маргарет Ліндгольм, написаний під псевдонімом Робін Гобб, перший у її серії «Трилогія про Провісників» (англ. The Farseer Trilogy). Написаний у формі розповіді від першої особи. Роман був опублікований 1995 року у видавництві HarperVoyager. Книга була написана під робочою назвою «Бастард Чіверлі.» Дія відбувається у всесвіті Елдерлінгів. Історії персонажів продовжуються у наступних романах трилогії «Королівський убивця» (англ. Royal Assassin) та «Мандри вбивці» (англ. Assassin's Quest), а також серіях "Трилогія про Світлу людину" (англ. The Tawny Man Trilogy) та "Трилогія про Фітца і Блазня" (англ. The Fitz and the Fool Trilogy). Події серій "Торговці живих кораблів" (англ. The Liveship Traders) та «Хроніки дощових нетрів» (англ. The Rain Wilds Chronicles) відбуваються в тому самому світі.
Роман описує раннє життя Фітца (англ. Fitz — бастард), королівського бастарда, спадкоємця династії Провісників, які правлять в Шести Герцогствах. Він починає свою підготовку вбивці і захищає трон від свого надмірно амбітного дядька Регала.

## Сюжет
До армійської бази в Мунсеї на околиці Шестих герцогств, на кордонах з Гірським королівством прибуває чоловік з шестирічним хлопчиком. Він віддає хлопчика солдатам, заявивши, що це син принца Чіверлі (англ. Chivalry — лицарський), якого нагуляла його донька. Солдат приводить хлопчика до принца Веріті (англ. Verity — істина), молодшого брата Чіверлі, який наказує передати його під опіку конюшого Чіверлі Барріча. З Баррічем Фітц їде до Бакка, столиці Баккіпа, де знаходиться Оленячий замок. Принц Чіверлі відмовляється корони, щоб захистити сина та позбутися осуду. Разом з дружиною Леді Пейншес (англ. Patience — терпіння) він покидає замок і оселяється в Вербовому лісі. Принц Веріті готується стати наступним королем після смерті батька короля Шрюда (англ. Shrewd — проникливий), замість Чіверлі. Він добре ставиться до свого племінника, на відміну від молодшого сина короля принца Регала. Регал вважає, що корона має належати йому, оскільки друга дружина короля і його мати була герцогинею, на відміну від першої королеви, матері Чіверлі та Веріті.
Барріч, який був близьким другом принца Чіверлі лишається в Баккіпі доглядати хлопчика і робить його своїм учнем. Фітц швидко засвоює свої нові обов'язки, доглядаючи тварин у конюшні. Він страждає від самотності і зближується з песиком Нюхачем. У Фітца відкриваються здібності до того, що відомо як «Віт», древньої і суперечливої магією, яку зневажають в королівстві. Віт дозволяє спілкуватися телепатично з тваринами, відчувати їх настрій, емоції та встановлювати особливий зв'язок з ними. Він «зв'язується» з Нюхачем і вони стають близькими друзями. Барріч, однак, виявляє зв'язок Фіца і з явною огидою відбирає Нюхача, тим самим розриваючи зв'язок. Фітц вважає, що він убив собаку. Виконуючи дрібні доручення в місті Фітц знайомиться з іншими дітьми — зокрема, з дівчиною, яку звали Моллі.
Король Шрюд вирішує зробити з Фітца «людину короля» щоб його не змогли в майбутньому використати проти нього. Він пропонує Фітцу забезпечення, освіту та місце в замку в обмін на службу короні. Фітц змушений залишити Барріча та переїхати в замок. Тут він вивчає основні бойові навички під керівництвом Ход, майстера зброї та вчиться письму у Федверна. Однієї ночі він також знайомиться з затворником на ім'я Чейд (англ. Chade — тінь), який є кваліфікованим вбивцею. Фітц погоджується навчитися майстерності Чейда, оскільки він відчайдушно самотній і, схоже, не має інших перспектив. Фітц виявляє великий талант у своїх обов'язках і здатний виконувати незначні завдання, які йому дає король. Тим часом надходять новини про смерть Чіверлі — кажуть, що його скинув кінь, але з'являються підозри, що королева Дізаєр, друга дружина короля Шрюда та мати Регала, причетна до його вбивства. Леді Пейншес повертається в замок і починає займатися вихованням Фітца, відчуваючи себе зобов'язаною перед покійним чоловіком.
Поки Фтц росте і вчиться в Баккіпі, прибережні райони Шести герцогств піддаються нападу чужинців, відомих під назвою Пірати Червоних Кораблів які припливають з Зовнішніх островів. Набіги здійснюються по селах та містах. Пірати вбивають мешканців та захоплюють заручників, проте все майно лишають на місці. З часом заручники повертаються, проте вони вже мало схожі на людей. Ці люди не пам'ятають свого попереднього життя і не здатні нічого відчувати. Фітц, зіткнувшись з цими поверненими заручниками, виявляє, що він взагалі не може відчути їх своїм Вітом, як відчуває присутність інших людей. Це явище назвали «перековуванням» на честь Кузні, першого села, яке піддалось нападу. Пізніше «перековані» стають розбійниками та злодіями, які починають грабувати сільську місцевість, покладаючи черговий тягар на Шість герцогств.

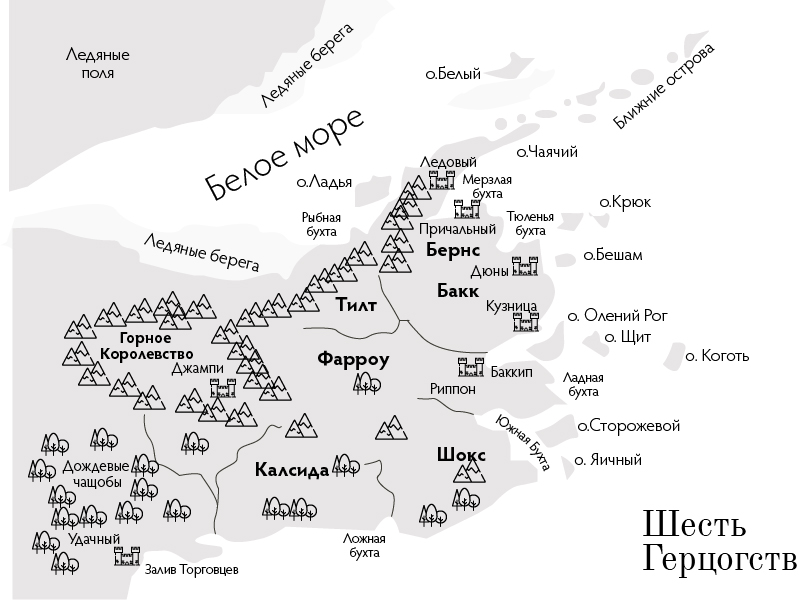
Мапа Шести герцогств

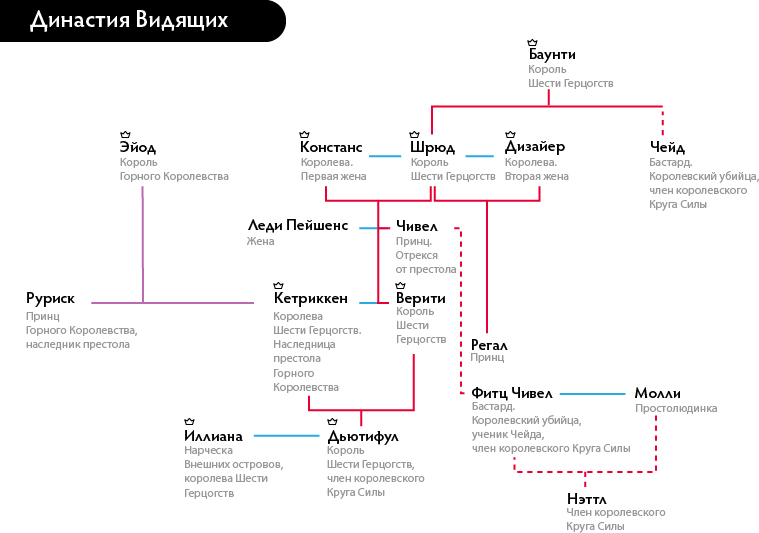
Династія провидців.jpg

Для захисту королівства король Шрюд приймає рішення про створення Круга Скіллу. Скілл — королівська магія династії Провісників, що дозволяє управляти свідомістю і почуттями інших людей, будувати міст від людини до людини. Її можна використовувати як для передачі інформації, розмови, так і для заподіяння болю і нав'язування своїх думок. Зазвичай нею володіли члени королівської сім'ї, але інколи магія проявлялась у випадкових людей. Принц Веріті використовує Скілл для боротьби з Піратами, змінюючи думки капітанів та спрямовуючи кораблі на камені. Проте сила виснажує його і йому потрібна допомога інших майстрів Скіллу. Фітц теж стає частиною класу учнів, яких навчають Скіллу. Протягом занять вчитель Гален без поваги ставиться до Фітца і постійно піддає його суворим іспитам. Під час одного з випробувань Гален відправляє Фіца до Фордж, нібито, щоб побачити, чи зможе він використати Скілл для повернення. Район завалений перекованими, які атакують Фітца, але йому таки вдається повернутися благополучно. Поки він був відсутній, найманий Галеном вбивця нападає на Барріча. Під час цієї події Ковалик, собака, яку леді Пейшенс подарувала Фітцу, і з якою Фітц є зв'язаний Вітом, помирає, рятуючи Барріча. Врешті-решт Гален намагається вбити Фітца силою Скіллу. Хоч вбивство не вдається, Гален зміг сильно пошкодити здатність Фітца до Скіллу. Його магія стає нестабільною і вимагає великих фізичних зусиль. До того ж його починають мучити судоми і приступи.
Король Шрюд вирішує, що Веріті час одружитися. Він укладає угоду з королем Гірського королівства, який має молодшу доньку Кетрікен. Такий союз може змінити хід війни з Піратами Червоних Кораблів. Принц Регал їде до Гірського королівства, щоб укласти шлюб від імені брата. З ним посилають Фітца. Король Шрюд дає йому завдання вбити Руріска, старшого брата Кетрікен і спадкоємця престолу. Таким чином Гірське Королівство відійде до Кетрікен після смерті короля Ейода, що дозволить зробити його сьомим герцогством у складі королівства. Фітц не хоче вбивати Руріска і намагається знайти інше рішення. Однак принц Регал розкриває план Кетріккен, сподіваючить на вбивство Фітца від рук принцеси і власноруч отруює Руріска. Фітц розуміє, що Регал планує захопити престол Шести Герцогств вбивши Веріті і Гірське Королівство, одружившись з Кетрікен, яка стала єдиною спадкоємницею. В цьому йому мав допомогти Гален, який був позашлюбним сином королеви Дізаєр і був вірним їй, а після її смерті Регалу. Отруївши Фітца, Регал намагається втопити його у лазні, проте на допомогу Фітцу приходить Нюхач. Барріч відправив його в подарунок принцу Руріску і він весь цей час жив у Гірському королівстві. Фітцу вдається зв'язатися з Веріті за допомогою Скіллу, він розповідає про задум Регала І Галена. Об'єднавши зусилля вони вбивають Галена за допомогою Скіллу. Веріті передає послання для своєї майбутньої дружини Кетрікен, щоб вона не звинувачувала його у вбивстві брата, до якого Веріті був непричетний. Непритомного Фітца знаходить Джонкві, сестра короля Ейода і забирає його до себе для лікування

## Головні персонажі
- Фітц Чіверлі — бастард принца Чіверлі Провісника, королівський вбивця
- Блазень — слуга короля Шрюда
- Барріч — головний конюший, друг принца Чіверлі
- Шрюд — король Шести герцогств
- Чіверлі — старший син короля Шрюда
- Веріті — середній син короля Шрюда
- Регал — молодший син короля Шрюда
- Дізаєр — друга дружина короля Шрюда, мати Регала, королева Шести Герцогств
- Чейд — королівський вбивця, вчитель Фітца
- Пейшенс — дружина принца Чіверлі
- Король Ейод — правитель Гірського королівства, батько Руріска та Кетрікен.
- Кетрікен — принцеса Гірського королівства, наречена Веріті
- Руріск — принц Гірського королівства
- Гален — королівський майстер Скіллу
- Моллі — подруга Фітца

## Реакція
Книга «Учень убивці» отримала загалом позитивні відгуки. Видавництво Weekly заявило, що книга стала «блискучим дебютом у переповненому полі епічних фантазій та Артурських романсів». Kirkus Rewiews що історія є «задовільною, але все ж залишає багато можливостей для подальших розробок і прикрас». Рецензент Адам Міллер високо оцінив героїв роману за те, що вони «глибокі і складні».

## Вплив
Нідерландський симфонічний гурт в стилі метал Within Temptation використав цю книгу як натхнення для своєї пісні «Hand of Sour» з альбому The Heart of Everything. Британська група Kitchen Party назвала роман натхненником для їхнього синглу «Fitz's Poem» який вийшов у 2013 році.

## Переклади українською
- Робін Гобб. «Учень убивці». Переклад: Ю. В. Єфремов. — Харків: КСД. 2018. 416 стор. ISBN 978-617-12-5410-7